# Atractodes designatus
Atractodes designatus là một loài tò vò trong họ Ichneumonidae.